# Szojuz (űrhajó)
A Szojuz (oroszul: Союз, magyarul: Szövetség) szovjet, majd orosz űrhajó, amelyet a Szojuz-program keretében fejlesztettek ki. A legtöbbet alkalmazott és a legmegbízhatóbb űrhajótípus a világon. Eredetileg a szovjet holdprogram kereteiben tervezték meg, de annak leállítása miatt csak Föld körüli pályán repült, főleg a szovjet Szaljut és Mir űrállomáshoz. Jelenleg a Nemzetközi Űrállomás-programban személyszállításra, teherszállításra és mentőhajóként használják. Kiváltására több tervezett űrhajó is felmerült, például a Kliper és a PPTSZ, de minderre máig nem került sor.

## Története

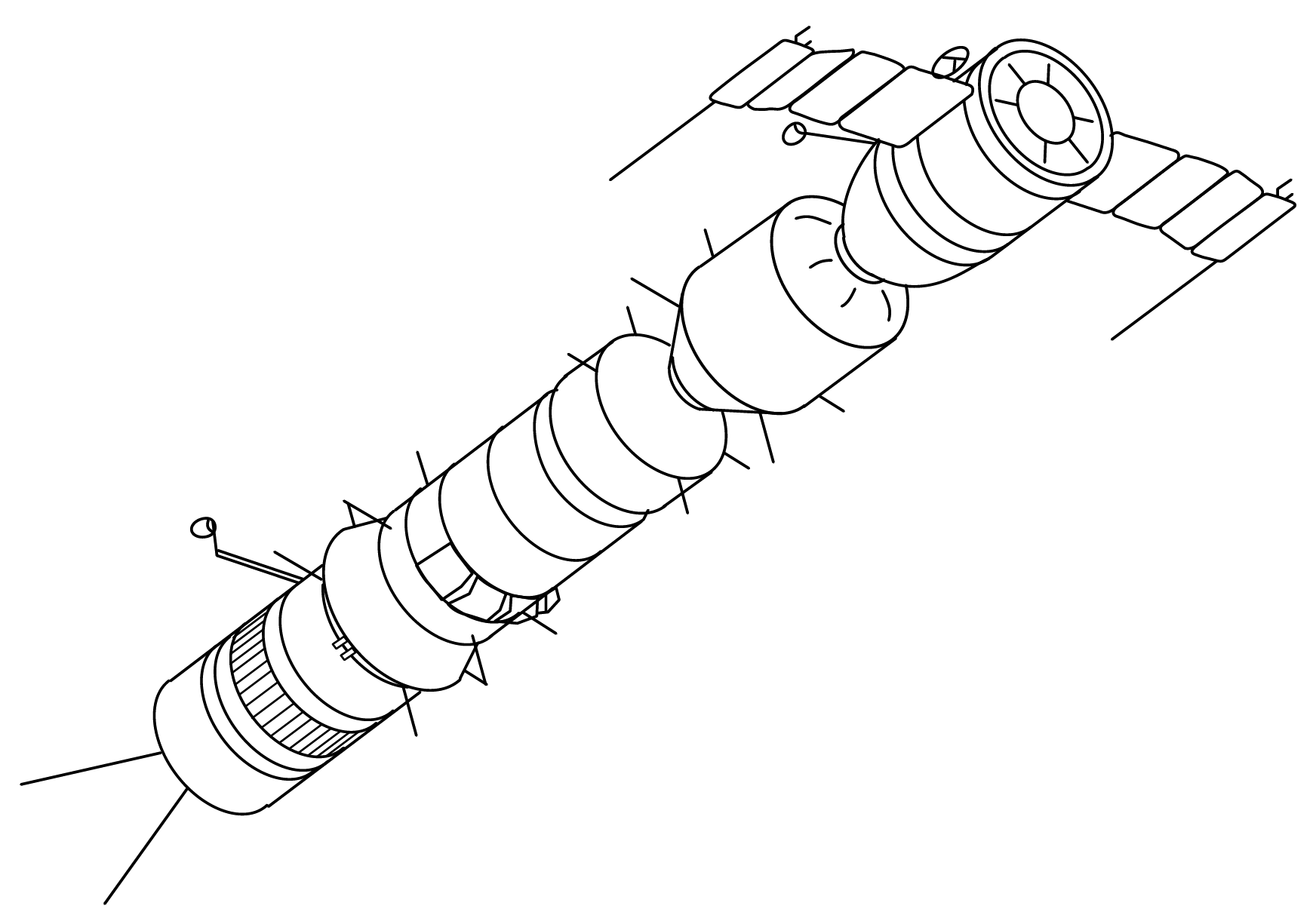
Az eredeti koncepció szerinti 7K–9K–11K holdűrhajó-rendszer. Balra a 11K tanker, középen a 9K gyorsító fokozat, jobbra a 7K űrhajó

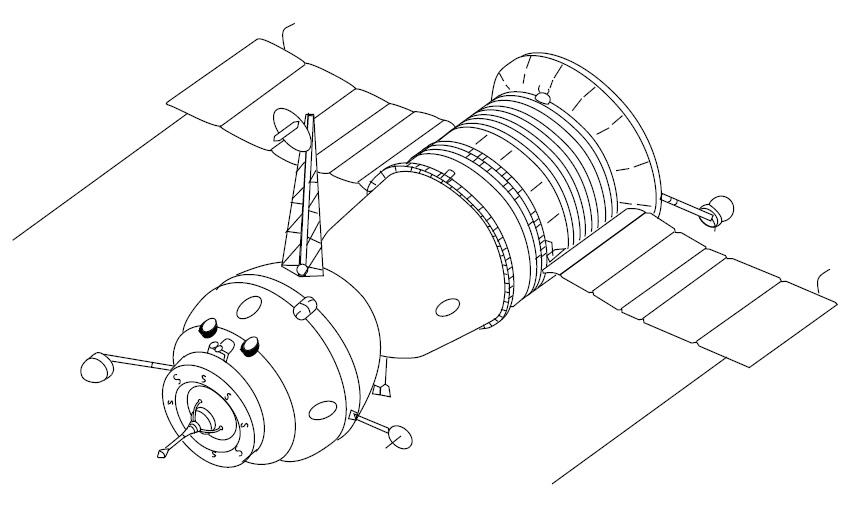
Az űrállomások kiszolgálására tervezett, belső zsilipelést lehetővé tevő Szojuz 7K–OKSZ űrhajó rajza

Az első szovjet terveket a Hold megkerülésére emberes űrhajóval 1961-ben vázolták fel az „A” program keretében. Mivel az akkor rendelkezésre álló, az R–7 interkontinentális ballisztikus rakétán alapuló szovjet hordozórakéták teherbírása nem volt elegendő, ezért több elgondolás elemeit egyesítve a Szergej Koroljov vezetése alatt álló csoport az OKB–1 tervezőirodában több űrhajóból álló rendszer terveit dolgozta ki, amelyet Föld körüli pályán szereltek volna össze.
1963-ban hagyták jóvá a Hold egyszeri megkerülésére tervezett L1 jelű űrhajó-komplexum tervét. Ez három komponensből állt: a kétszemélyes, 7K (vagy Szojuz A) jelű űrhajóból, a 9K (Szojuz B) gyorsítófokozatból, valamint a 11K (Szojuz V) tanker-űrhajóból. Először a 9K gyorsítófokozat állt volna 250 km magasságú Föld körüli pályára, minimális üzemanyaggal. Ezután négy repülés során 11K tankerek kapcsolódtak volna össze a 7K-val és feltöltötték volna az üzemanyagtartályait. Utolsó lépésként a 7K kapcsolódott volna a 9K gyorsítófokozathoz, utóbbi hajtóművével a Holdat egyszer megkerülő, majd a Földhöz visszakanyarodó, ún. szabad visszatérési pályára álltak volna. Ezt a tervet azonban elvetették.
A szovjet kormányzat 1964-ben új tervet hagyott jóvá. Ennek alapján két irányt határoztak meg: 1967-ben megkerülni a Holdat, 1968-ban pedig leszállni a Hold felszínére. A fejlesztés két irányban folyt. A Hold megkerüléséhez készítették a Koroljov korábbi 7K koncepcióján alapuló Szojuz 7K–L1 űrhajót a Szever program keretében, míg a holdra szálláshoz az L3 űrhajó-komplexumot, benne a Szojuz 7K–LOK űrhajóval és az LK holdkomppal.
A két holdűrhajóval párhuzamosan kezdtek el fejleszteni egy háromszemélyes, szintén a 7K terveken alapuló többcélú, csak Föld körüli pályára szánt űrhajót is. Ez vezetett a Szojuz 7K–OK létrehozásához, melyet a holdűrhajók dokkolási kísérleteihez, az űrhajók közti külső átszállás kipróbálásához szántak. A 7K–OK-val 1966-tól folytattak kísérleteket. Először 1966. november 28-án indították Koszmosz–133 jelzéssel. 1967 áprilisában repült először személyzettel. A 7K–OK-val 1970-ig folytatták a repüléseket.
1969-ben kezdték el a Szovjetunióban az űrállomások fejlesztését, melyek kiszolgálására a Szojuz űrhajó tűnt a legcélszerűbb megoldásnak. Az űrállomásokhoz tervezett űrhajót belső zsilipelést biztosító dokkolórendszerrel látták el. 1971-ben a 7K–OK-na alapuló Szojuz 7K–OKSZ típusú űrhajó szállított először személyzetet űrállomásra a Szojuz–10 repülés során. Ezt a típust 1973-tól a továbbfejlesztett Szojuz 7K–T váltotta fel, amelyet 1981-ig használtak.
Az orbitális pályán használt Szojuz űrhajók fejlesztésével párhuzamosan a holdűrhajók fejlesztési programja elhalt. A Hold megkerülésére kifejlesztett Szojuz 7K–L1 űrhajóval 14 indítást végeztek 1967–1970 között, majd törölték a fejlesztési programot. Az L3 űrhajó moduljaként szolgáló Szojuz 7K–LOK űrhajóval pedig két indítást hajtottak végre 1970–1972 között, majd az egész szovjet holdprogramot feladták. A 7K–OK-n alapuló további Szojuz űrhajók fő feladata az űrállomás-program kiszolgálása lett.
Folyamatos továbbfejlesztéssel a Szojuz típus napjainkban is üzemel. Az űrhajót a Nemzetközi Űrállomás (ISS) kiszolgálására használják. Tervezett utolsó változata a 2016-ban szolgálatba álló Szojuz MSZ lesz, ennek kifutása után a Szojuz űrhajót egy teljesen új típussal váltják fel.
A Szojuz-A változat felépítése alapjaiban megegyezett a későbbi változattal, viszont az orbitális kabinja hengeres alakú volt. A műszaki egység átmérője 2,3 m volt. Ezen változat tervei szolgáltak a kínai Sencsou űrhajók fejlesztésének alapjául, maga a Szojuz-A nem épült meg.

## Felépítése
A Szojuz három részből áll:

### Orbitális kabin (BO)
oroszul: бытовой отсек (БО)
- - Térfogat: 6,5 m³;
  - Tömeg: 1,3 tonna;
  - Átmérő: 2,2 méter

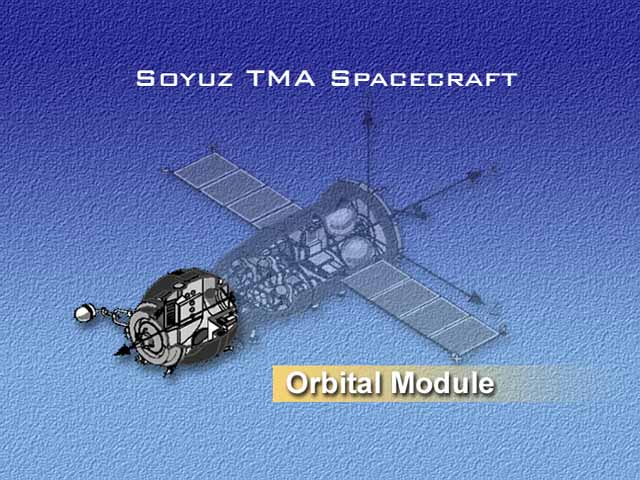
A keringő kabin (Orbital Module)

Az űrhajó első részén található kabinban van a személyzet pihenő- és munkahelye. A kabin két félgömbből és a köztük lévő hengeres részből áll. Itt tartózkodik a személyzet a Föld körüli pályán való keringés ideje alatt, az életfenntartó rendszere is ekkor üzemel. Itt található az étkező és az illemhely is. A kabinban kapott helyet az összes olyan berendezés, amely nem szükséges a visszatéréshez, valamint a szállított rakomány. A kabin elülső részén található a más űrhajókkal, űrállomásokkal összekapcsolódást és az átszállást lehetővé tevő dokkolószerkezet. A belső tér berendezéseit a kabin egyik oldalát elfoglaló, szekrényhez hasonló méretű és a vele szemközti oldalon elhelyezett, heverőhöz hasonló méretű egységben helyezték el. Az előbbiben elsősorban az életfenntartó rendszer elemei és tárolórekeszek, az utóbbiban az elektromos berendezések kaptak helyet. Az orbitális egység felületén a dokkolórendszer antennáit, kamerákat és kommunikációs antennákat helyezték el. Oldalt az űrhajóba beszállást lehetővé tevő ajtó, az alsó részen a visszatérőkabinba vezető, hermetikusan zárható ajtó található, ezért a kabint szükség esetén zsilipként is lehet használni.

### Visszatérő kabin (SZA)
oroszul: спускаемый аппарат (СА)
- - Térfogat: 3,9 m³;
  - Tömeg: 2,8 tonna;
  - Átmérő: 2,2 méter;

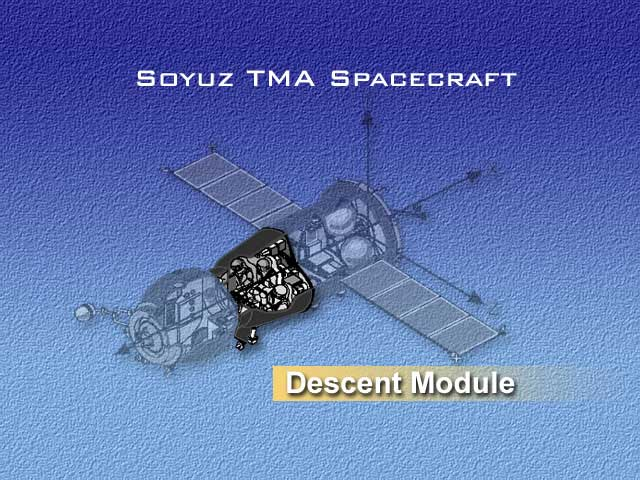
Visszatérő kabin (Descent Module)

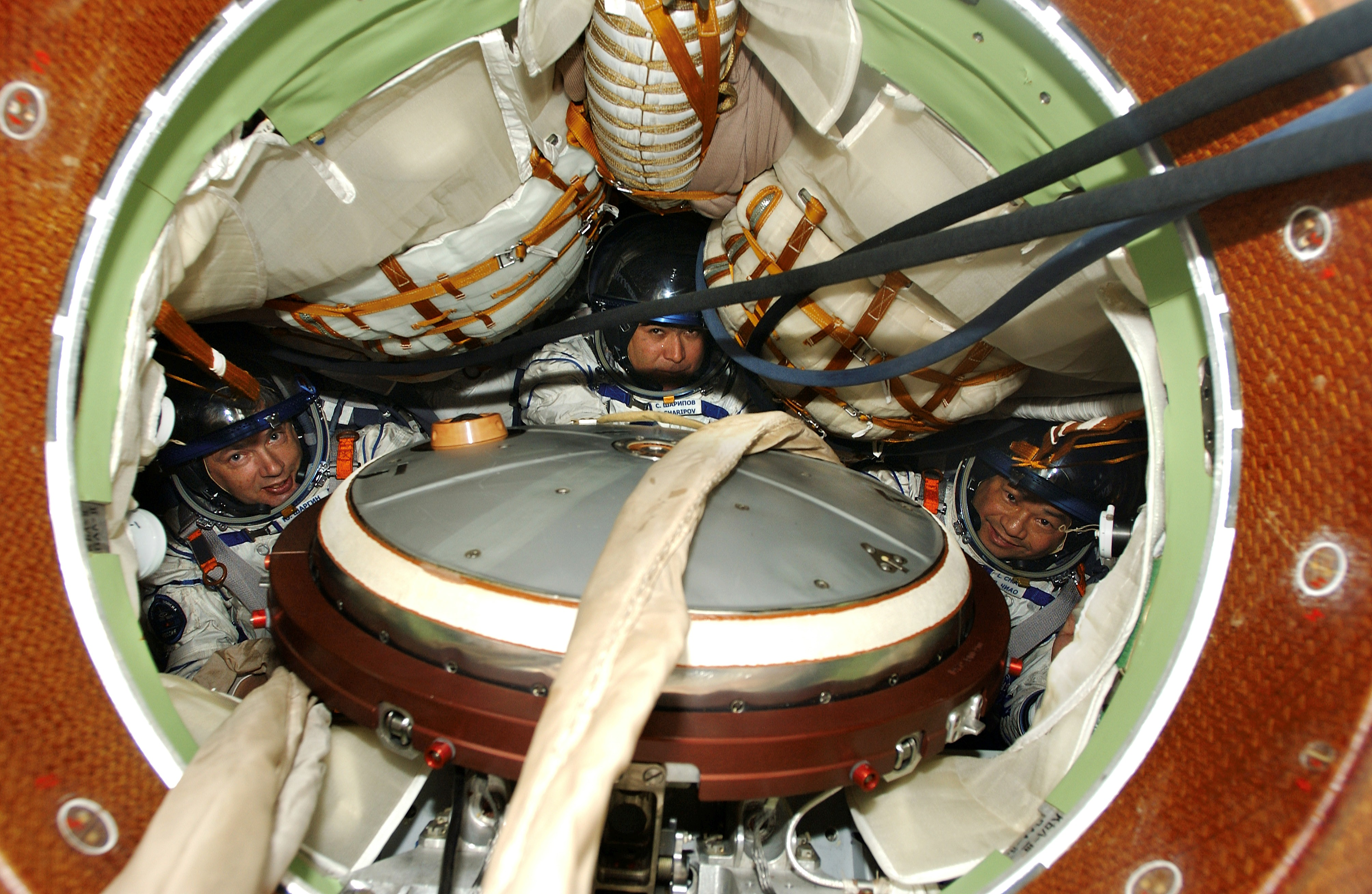
Jobboldalt Leroy Chiao amerikai, középen Szalizsan Saripov orosz, baloldalt Jurij Sargin orosz űrhajós a Szojuz TMA-5 visszatérő egységében a beszállás után

Az űrhajó középső részén található a lekerekített csonkakúp alakú parancsnoki kabin. Alakja megtervezésekor fontos szempont volt, hogy a hordozórakéta által megszabott átmérővel a lehető legnagyobb belső térfogatú legyen, valamint hogy a visszatérés során a légkörben képes legyen felhajtóerőt termelni, csökkentve az ilyenkor fellépő terhelést. Itt találhatók az űrhajó vezérlőrendszerei. Az indítás és a visszatérés során itt helyezkednek el az űrhajósok. Az ülések betétei minden űrhajós saját testformájához vannak kialakítva, megkönnyítve ezzel az indítás és a visszatérés során fellépő túlterhelés elviselését. A kabin független életfenntartó rendszerrel rendelkezik, amely az indítás és a visszatérés alatt üzemel. A visszatérést szolgáló berendezések: a kabin alján található hőpajzs, a visszatérés irányítását lehetővé tevő hat rakétafúvóka, az oldalt elhelyezett fő és tartalék ejtőernyő, valamint a földet érést segítő, szilárd hajtóanyagú fékezőrakéták, amelyek a felszín felett kb. 1,5 méterrel kapcsolódnak be, csökkentendő a talajhoz ütődéskor fellépő erőhatásokat. A leszállást biztosító ejtőernyő felülete 1000, a tartalékernyőé 570 négyzetméter. A kabinnak két oldalsó ablaka van, valamint egy a dokkolást és a navigációt segítő periszkópot is elhelyeztek a külső részén. A fülke első részén található a hermetikusan zárható ajtó, amely az orbitális kabinba nyílik. A kabinba csak ezen az ajtón keresztül lehet bejutni.

### Műszaki egység (PAO)

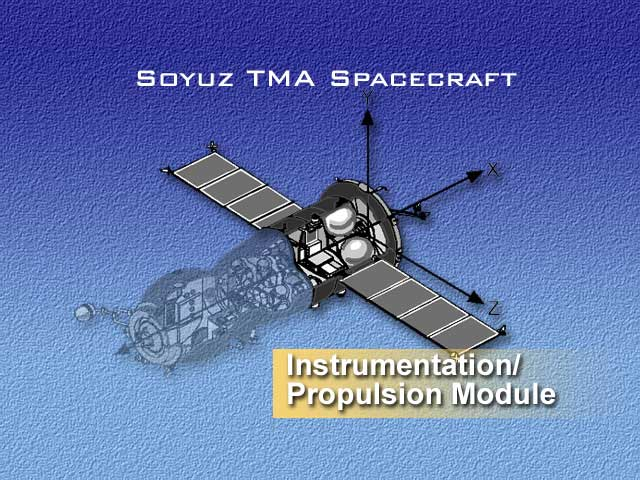
Műszaki egység (Instrumentation/Propulsion Module)

oroszul: приборно-агрегатный отсек (ПАО)
- - Tömeg: 2,9 tonna;
  - Átmérő: 2,7 méter;
  - Hossz: 2,3 méter;

A műszaki egység három alegységből áll. A visszatérőkabinnal összekapcsoló köztes egység külső részén találhatók az űrhajó irányának beállítására szolgáló manőverező hajtóművek. A nyomás alatt (1 bar, tiszta nitrogén) lévő légkondicionált műszeregységben az elektromos rendszerek, a hőszabályozó rendszerek, a nagy hatótávú kommunikációs rendszerek vezérlőelemeit helyezték el.
Az űrhajó leghátsó részén kapott helyet a meghajtóegység, a helyzetérzékelő a giroszkópokkal, a főhajtómű, az összesen 900 kg aszimmetrikus dimetil-hidrazin tüzelőanyagot és nitrogén-tetroxid oxidálóanyagot tároló üzemanyagtartály, továbbá a manőverező hajtóművek és a korai típusoknál a tartalék hajtómű. A meghajtóegység oldalán helyezték el a hőszabályozó rendszer radiátorait, a dokkolórendszer antennáinak egy részét, az infravörös és radaros irányérzékelőket, és a napelemes változatoknál a napelemtáblákat is. A napelemtáblák 8,37 méterre nyithatók.

### Mentőrakéta (SZASZ)

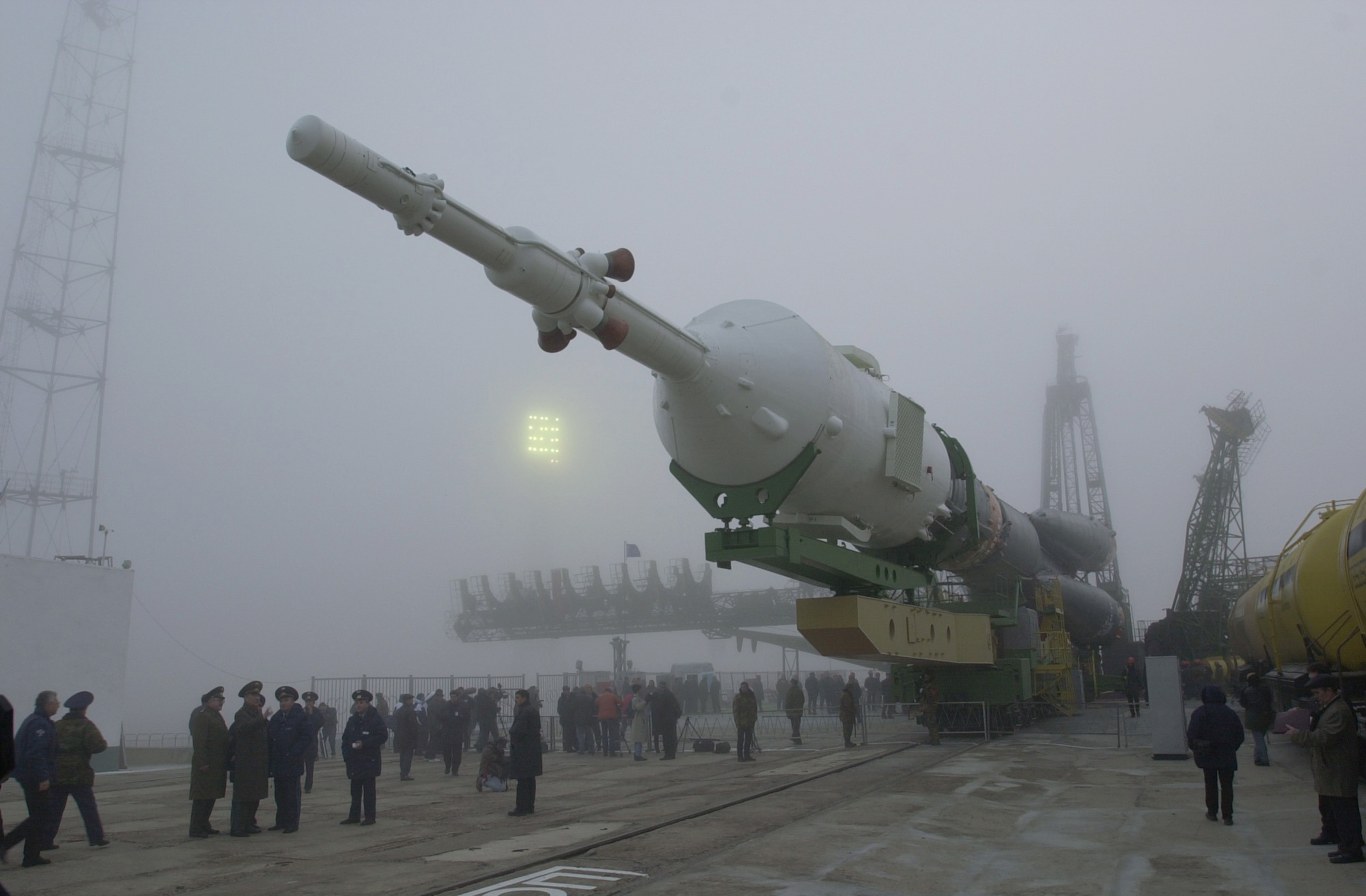
A Szojuz–TM–31 mentőrakétája

oroszul: система аварийного спасения, (CAC)
Minden Szojuz űrhajót szállító Szojuz hordozórakétát felszereltek mentőrakétával. A hordozórakéta orrán elhelyezett szilárd hajtóanyagú rakétákból álló egység feladata a visszatérőkabin mentése a hordozórakéta meghibásodásakor. Hiba esetén a mentőrakéta leválasztja a hordozórakétáról az orbitális kabint és a visszatérőkabint, majd miután eltávolodik a hordozórakétától, kioldja a visszatérőkabint, amely ezután a saját ejtőernyőivel ér földet. A Szojuz program során eddig kétszer volt szükség a mentőrakétára, a Szojuz–18A és a Szojuz–10–1 indításoknál. A mentőrakéta mindkét alkalommal sikeresen megmentette a személyzetet.

## Fontosabb változatok

### Szojuz 7K–OK

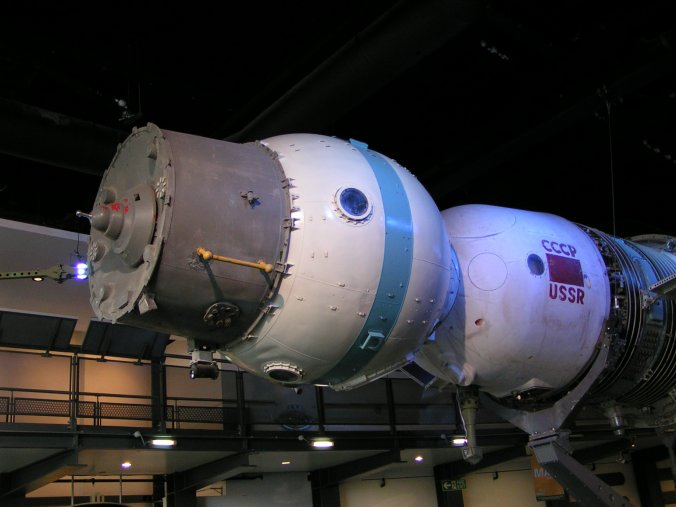
Aktív dokkolóval felszerelt Szojuz 7K–OK makettje

A szovjet holdprogram Föld körüli dokkolási kísérleteihez a holdűrhajókkal (7K–L1, 7K–LOK) párhuzamosan fejlesztett változat. Három személyt szállíthatott, akik az űrséta kivételével nem viseltek űrruhát. Az orbitális kabin gömb alakú volt, ennek elülső részére szerelték fel az aktív-passzív típusú dokkolószerkezetet, amely mechanikus, elektromos és adatkapcsolatot létesíthetett a két űrhajó között. Átszállni viszont csak űrsétán lehetett, az orbitális kabint zsilipként használva.
Először 1967-ben indították személyzet nélkül, Koszmosz–133 jelzéssel. A Szojuz–1 katasztrófája után áttervezték az ejtőernyőrendszert. Az első ember vezette űrhajók közti kapcsolódást és átszállást először a Szojuz–4 és a Szojuz–5 repülés során hajtották végre.

### Szojuz 7K–OKSZ
A Szojuz 7K–OK-n alapuló változat, melyet belső zsilipelést lehetővé tevő dokkolószerkezettel láttak el. Átmeneti típus volt a 7K–OK és a 7K–T típus között. Két indítást hajtottak végre 1971-ben. A Szojuz–10 dokkolása a Szaljut–1 űrállomáshoz sikertelen volt. A Szojuz–11 sikeresen dokkolt a Szaljut–1-hez és végrehajtotta feladatát, de visszatéréskor a kabin idő előtti dehermetizálódása miatt a háromfős személyzet meghalt.

### Szojuz 7K–T
A Szojuz–11 katasztrófája után a 7K–OK típusú űrhajót áttervezték. A személyzet az indítás és a visszatérés során űrruhát visel. Az ehhez szükséges berendezések egy ülőhelyet elfoglaltak, ezért ez a változat kétszemélyes lett. Mivel a változatot űrállomások elérésére tervezték, ezért elhagyták a napelemeket és akkumulátorokkal helyettesítették. Ezzel az űrhajó elektromos rendszere egyszerűbb és könnyebb lett, viszont az önálló repülési idő két napra csökkent. Az űrhajó maximális élettartama kezdetben 60, majd 90 nap volt az űrállomáshoz kapcsolódva. Ezzel a változattal repült Farkas Bertalan a Szaljut–6 űrállomáshoz. Először 1972-ben repült személyzet nélkül, Koszmosz–496 jelzéssel.
A 7K–T/A9 (Szojuz–14, 15, 20, 21, 23) alváltozat rendelkezett a katonai rendeltetésű Almaz űrállomások távvezérléséhez szükséges berendezésekkel.
A típus először 1973-ban repült Szojuz–12 jelzéssel. Utolsó indítása 1981-ben történt Szojuz–40 jelzéssel.

### Szojuz 7K–TM
Szojuz 16,19,22 (1974–76)

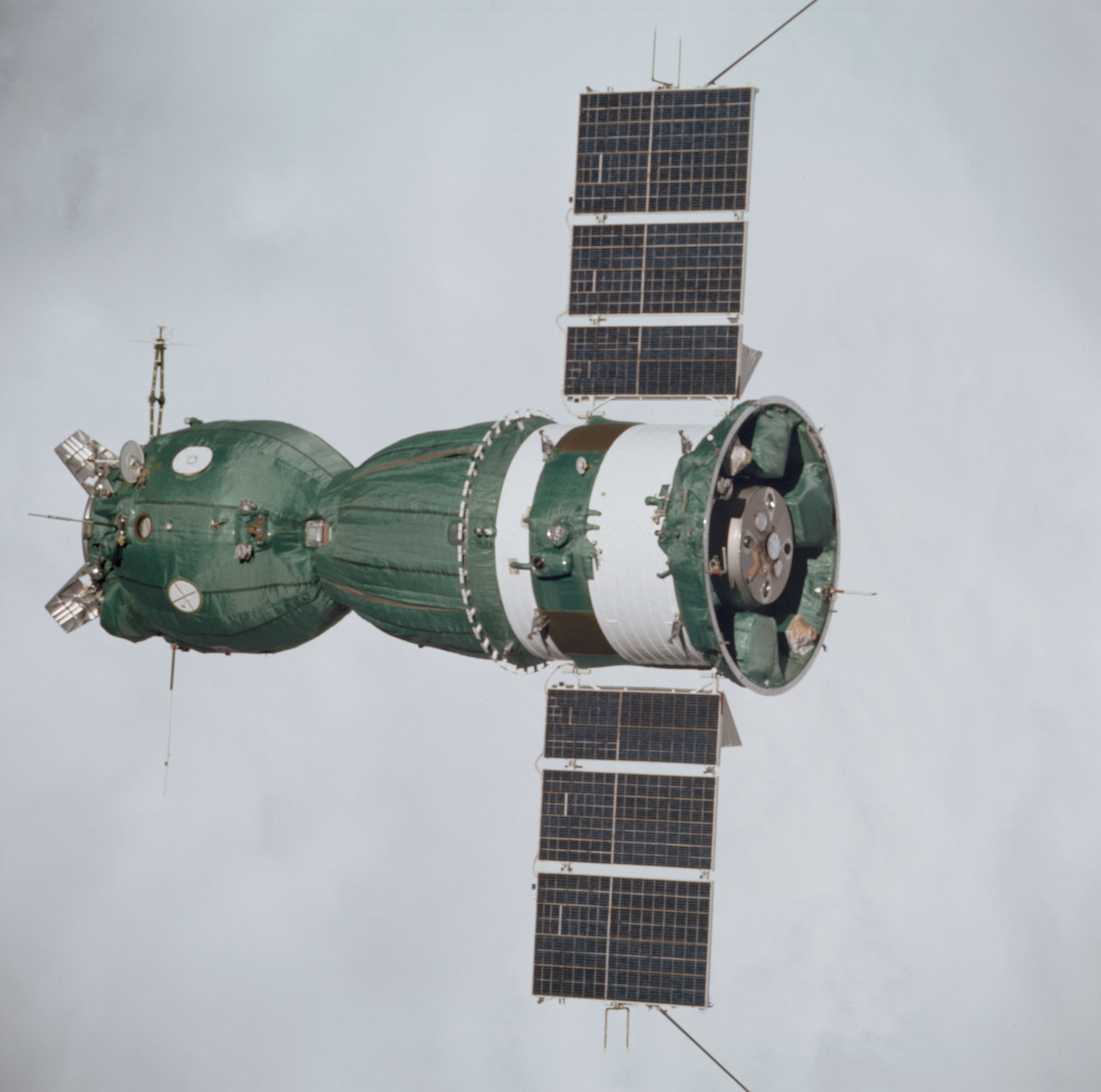
A Szojuz 19 (ASTP változat) űrhajó Föld körüli pályán

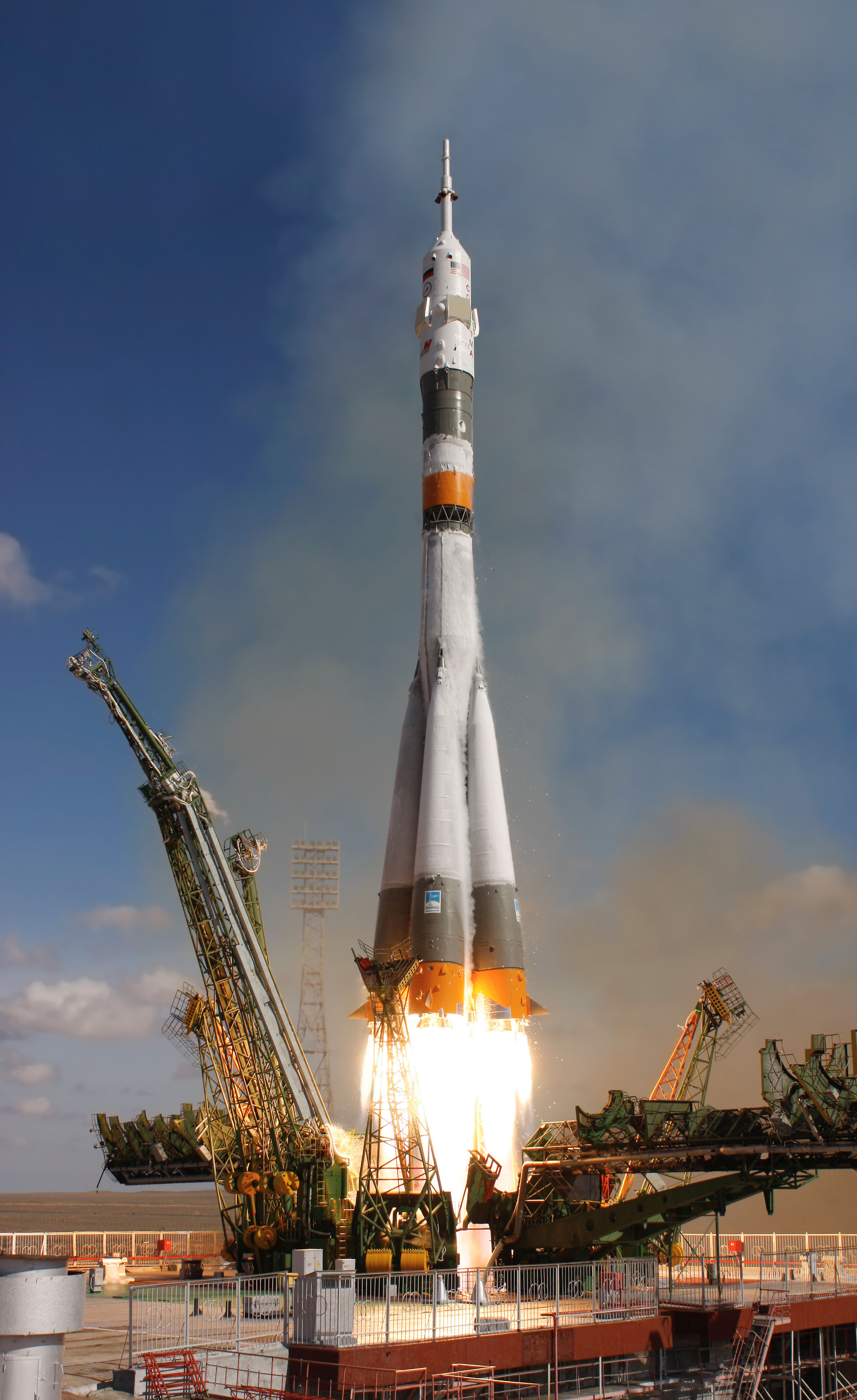
A Szojuz TMA-13 startja, 2008. október 12.

Átmeneti változat a Szojuz űrkomp és a későbbi Szojuz-T változatok között. A több napos önálló repülés napelemek használatát tette szükségessé. A típust az APASZ–75 univerzális dokkolórendszerrel szerelték fel, melynek mindkét fele azonos kialakítású volt. A hírközlő és az űrrandevúrendszer kompatibilis volt az Apollo űrhajó hasonló rendszereivel.
A típust két, személyzet nélküli próba (Koszmosz–638, Koszmosz–672) után a Szojuz–16 hatnapos tesztrepülésén próbálták ki. A Szojuz–19 sikeresen összekapcsolódott az Apollo űrhajóval, létrehozva az első amerikai-szovjet ideiglenes űrállomást. A Szojuz–19 tartalék űrhajóját átépítették. A Szojuz–22-n a Föld megfigyelésére készült keletnémet MKF-6 kamerarendszert a dokkolószerkezet helyére szerelték fel.

### Szojuz T
(1980–1986) T=Transzportnij (=szállító)
Az átrendezett visszatérő kabinban immár háromfős, űrruhát viselő személyzet fért el. Az energiaellátást az eredeti Szojuzokon alkalmazottaknál könnyebb, hatékonyabb napelemek biztosították, hosszabb önálló repülést lehetővé téve. Az űrhajó saját számítógépet kapott. A 16 kbyte RAM-al felszerelt  Argon–16 fedélzeti számítógép lehetővé tette a manőverezéshez szükséges számítások elvégzését. A számított adatok kijelzésére egy képernyőt építettek az áttervezett, kisebb vezérlőpultba. A számítógéppel és az új vezérlőpanellel egyszerűbbé váló irányítás csökkentette a személyzet kiképzéséhez szükséges időt.
Az űrhajó új főhajtóművet kapott, valamint az eddig külön kisebb üzemanyagtartályokról üzemelő manőverező hajtóműveket összekapcsolták a főhajtómű tartályaival, ami jelentősen megnövelte az űrhajó manőverezőképességét. A manőverező hajtóművek ezzel kiválthatták az eddigi két hajtóházas tartalék hajtóművet, amit el is hagytak. Az űrhajó élettartama 120 napra nőtt. A mentőrakéta kisebb tömegű lett. Az eddig csak a visszatérési folyamatban leválasztható orbitális kabint hamarabb, magasabb pályán keringve is le lehetett választani, ezzel csökkenthető volt a fékezéshez szükséges üzemanyag mennyisége. A földet érést segítő fékezőrakéták teljesítményét megnövelték.

### Szojuz TM
A Mir űrállomás kiszolgálásához készített, a Szojuz T-n alapuló korszerűsített változat. Új, Kursz típusú megközelítő és dokkolórendszert kapott. Emellett csökkentették az ejtőernyők tömegét, új hajtómű-blokkot és üzemanyagtartályokat kapott. Az új kommunikációs rendszer már külön csatornát biztosított a személyzet minden tagjának. Korszerűbb lett az űrhajó elektromos és hidraulikus rendszere is. Az üzemanyagrendszerben használt korszerűbb anyagoknak köszönhetően az űrhajó élettartama 180 napra nőtt. A változtatásoknak köszönhetően az űrállomásra szállítható rakomány tömege 200 kg-ra, a visszahozható rakomány tömege 150 kg-ra növekedett. 1986–2002 között alkalmazták.

### Szojuz TMA
(2003–…) A=antropometricseszkij (=embermértékű)

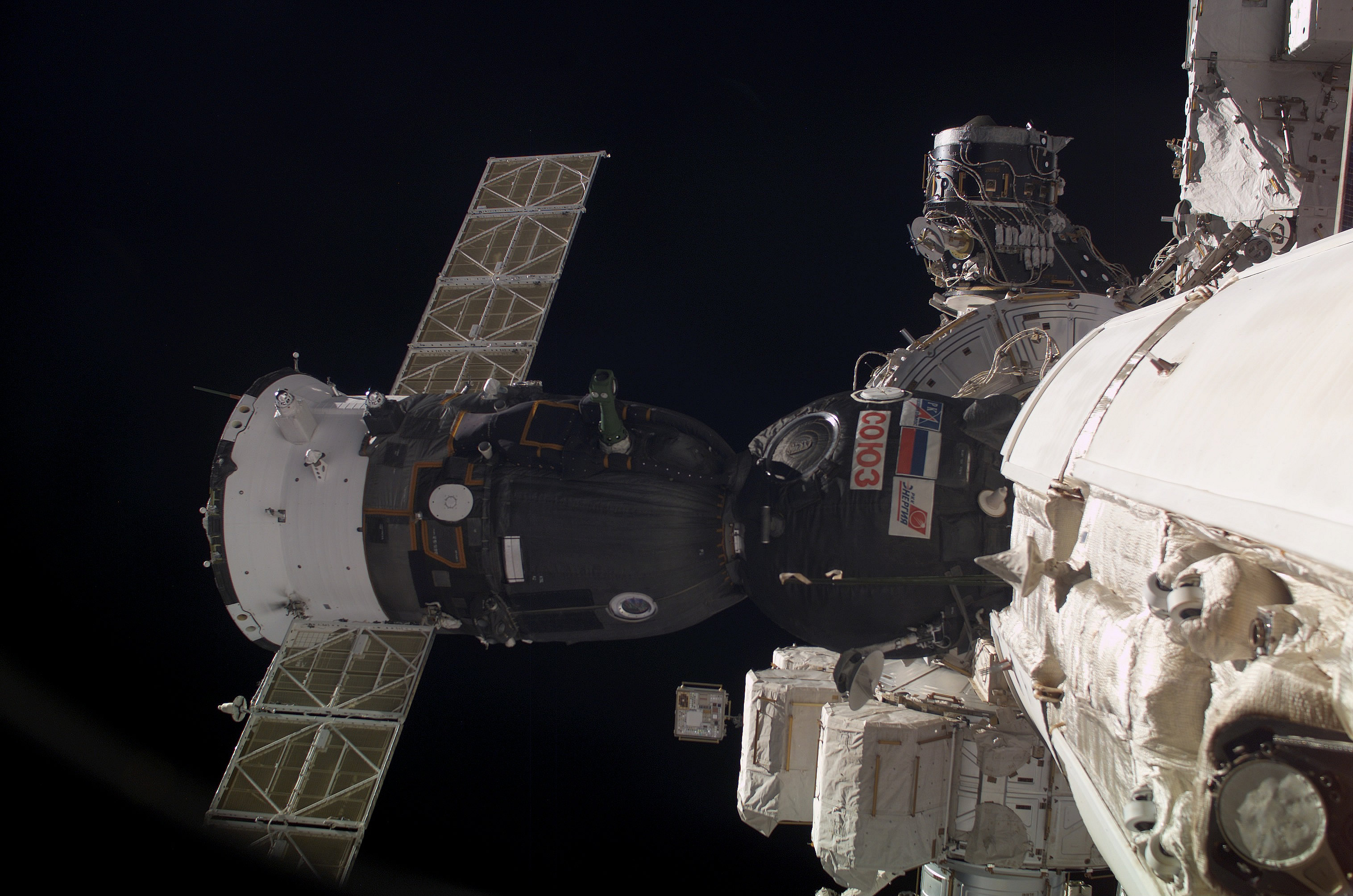
A Szojuz TMA–2 űrhajó a Nemzetközi Űrállomás Zarja moduljához kapcsolódva

A típust a Nemzetközi Űrállomás mentőűrhajójának tervezték. Az új, nagyobb üléseknek köszönhetően a személyzet tagjainak lehetséges magassága az eddigi 164–184 cm-ről 150–190 cm-re, lehetséges tömege 56–86 kg-ról 50–95 kg-ra bővült. A NASA által kért biztonsági változtatások okozta tömegnövekedés miatt az űrállomásra szállítható rakomány tömege 100 kg-ra, a visszahozható rakomány tömege 50 kg-ra csökkent. A földet érést segítő fékezőrakéták számát négyről hatra növelték. A Szojuz–TMA–5-től a visszatérőkabin üzemanyagrendszerének korszerűsítése 270 napra növelte az űrhajó élettartamát.

### Szojuz TMA–M
(2010–…)
A legfontosabb változás a műszaki egység műszerrekeszében lévő 70 kg tömegű Argon-16 típusú fedélzeti számítógép cseréje az új, 8,3 kg tömegű CVM–10-es típusra. További fejlesztés a kommunikációs rendszerek integrálása egyetlen blokkba, a hűtőrendszer korszerűsítése, továbbá az élettartam egy évre növelése. Az új rendszereket először Progressz teherűrhajókon tesztelték 2008 végétől.

### Szojuz MSZ
A Szojuz TMA-n alapuló modernizált, továbbfejlesztett változat. Ez a Szojuz típus utolsó típusváltozata, ennek kifutása után a Roszkoszmosz teljesen új űrhajótípusra áll át. Első tesztrepülése 2015-ben várható, első indítását személyzettel 2016 májusában tervezik. A modernizálás során új, hatékonyabb napelemet, módosított megközelítő és dokkoló rendszert, új pályakorrekciós hajtóművet, modernizált kommunikációs rendszert kap. Az űrhajóba a korábbi modelleknél használt, 70 kg tömegű Argon–16 fedélzeti számítógépet a könnyebb, 8,3 kg-os CVM–101 típusú számítógépre cserélik. Az űrhajót GLONASZSZ, GPS és Cospas-Sarsat berendezésekkel szerelik fel, amely megkönnyíti a földet ért űrhajó felkutatását.

## Katonai változatok
Az űrhajók katonai alkalmazása már a Szojuz űrhajók fejlesztésének kezdetén felmerült. Koroljov 1962-ben két katonai Szojuz űrhajó tervét javasolta: a Szojuz–P elfogó űrhajót és a Szojuz–R felderítő űrhajót. Később további katonai változatok terveit dolgozták ki, melyek közül néhányat meg is építettek, de egyik sem repült. Az OKB–1 leterheltsége miatt a katonai Szojuz űrhajók fejlesztéséért az 1960-as évek közepétől a tervezőiroda Dmitrij Kozlov vezette kujbisevi 3. sz. fiókintézete, a későbbi CSZKB-Progressz volt felelős. A katonai Szojuz űrhajókhoz kidolgozott rendszereket később a Szojuz T és annak továbbfejlesztett változatainál használták fel.

### Szojuz–P
A Szojuz 7K-n alapult, annak módosított változata volt.Fegyverzettel nem rendelkezett. Feladata az ellenséges műholdak befogása, vizsgálata, szükség esetén üzemen kívül helyezése volt. Ezt a műveletet az űrhajósoknak űrséta során kellett volna elvégezni. A műholdakba szerelt önmegsemmisítő rendszerek miatt ez veszélyes műveletnek bizonyult. Emiatt 1965-ben a fejlesztést leállították. Egy példánya sem készült el.

### Szojuz–R
Egy tervezett katonai Szojuz verzió, amelynek tervezését 1966-ban megszakították. A Szojuz-R rendszer két külön indított részegységből állt volna, amelyet Föld körüli pályán terveztek összekapcsolni. A Szojuz-R rendszerről készült terv nagyban hasonlított az összekapcsolt Koszmosz–186, Koszmosz–188 egységekre.

## Műszaki adatok

### Geometriai méretek és tömegadatok
| Változat:             | Szojuz 7K (terv, 1963) | Szojuz 7K–OK (1967–1971) | Szojuz 7K-LOK | Szojuz 7K–T (1973–1981) | Szojuz 7K–TM (1975) | Szojuz–T (1976–1986) | Szojuz TM (1986–2002) | Szojuz TMA (2003–2012 ) | Szojuz TMA–M (2010-től) |
| Teljes                |                        |                          |               |                         |                     |                      |                       |                         |                         |
| Tömeg (kg)            | 5880                   | 6560                     | 9850          | 6800                    | 6680                | 6850                 | 7250                  | 7220                    | 7150                    |
| Hossz (m)             | 7,40                   | 7,95                     | 10,06         | 7,48                    | 7,48                | 7,48                 | 7,,48                 | 7,48                    | 7,48                    |
| Max átmérő (m)        | 2,50                   | 2,72                     | 2,930         | 2,72                    | 2,72                | 2,72                 | 2,72                  | 2,72                    | 2,72                    |
| Teljes szélesség (m)  | ?                      | 9,80                     | ?             | 9,80/–                  | 8,37                | 10,6                 | 10,6                  | 10,7                    | 10,7                    |
| Orbitális kabin (BO)  |                        |                          |               |                         |                     |                      |                       |                         |                         |
| Tömeg (kg)            | 1000                   | 1100                     | -             | 1350                    | 1224                | 1100                 | 1450                  | 1370                    |                         |
| Hossz (m)             | 3,00                   | 3,45                     | 2,26          | 2,98                    | 3,10                | 2,98                 | 2,98                  | 2,98                    |                         |
| Átmérő (m)            | 2,20                   | 2,25                     | 2,3           | 2,26                    | 2,26                | 2,26                 | 2,26                  | 2,26                    |                         |
| Térfogat (m³)         | 2,20                   | 5,00                     | -             | 5,00                    | 5,00                | 5,00                 | 5,00                  | 5,00                    |                         |
| Visszatérő modul (SA) |                        |                          |               |                         |                     |                      |                       |                         |                         |
| Tömeg (kg)            | 2480                   | 2810                     | 2804          | 2850                    | 2802                | 3000                 | 2850                  | 2950                    |                         |
| Hossz (m)             | 2,30                   | 2,24                     | 2,19          | 2,24                    | 2,24                | 2,24                 | 2,24                  | 2,24                    |                         |
| Átmérő (m)            | 2,17                   | 2,17                     | 2,2           | 2,17                    | 2,17                | 2,17                 | 2,17                  | 2,17                    |                         |
| Térfogat (m³)         | 4,00                   | 4,00                     | -             | 3,50                    | 4,00                | 4,00                 | 3,50                  | 3,50                    |                         |
| Szerviz modul (PAO)   |                        |                          |               |                         |                     |                      |                       |                         |                         |
| Tömeg (kg)            | 2400                   | 2650                     | -             | 2700                    | 2654                | 2750                 | 2950                  | 2900                    |                         |
| Hasznos tömeg (kg)    | 830                    | 500                      | 3152          | 500                     | 500                 | 700                  | 880                   | 880                     |                         |
| Hossz (m)             | 2,10                   | 2,26                     | 2,82          | 2,26                    | 2,26                | 2,26                 | 2,26                  | 2,26                    |                         |
| Átmérő (m)            | 2,50                   | 2,72                     | 2,2           | 2,72                    | 2,72                | 2,72                 | 2,72                  | 2,72                    |                         |